# Йордан Христов
Вижте пояснителната страница за други личности с името Йордан Христов.
Йордан Николов Христов е български икономист и спортен деятел.

## Биография
Роден е в Стражица през 1935 г. Завършва средно икономическо образование във Велико Търново, както и висше образование в Стопанска академия „Димитър Ценов“ Свищов. От 1970 година е главен счетоводител на най-големия текстилен завод в България – „Добри Карталов“, Габрово.
Дълги години е член на управителния съвет на габровския футболен клуб „Янтра“ и като такъв е участвал сериозно във финансирането му. Подпомагал е финансово и други популярни за града спортове, като акробатика и хандбал.
В памет на приноса му към спорта в Габрово в града се организира ежегоден детско-юношески футболен турнир „Йордан Христов“ от 2005 г. Негови организатори са футболен клуб „Янтра 2000“, Община Габрово и Областният съвет на БФС.